# James Wasserman

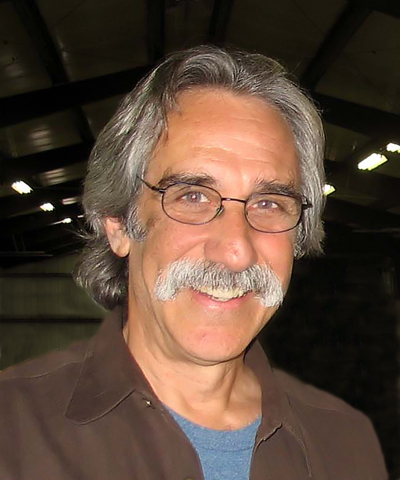
James Wasserman (2007)

James Wasserman (geboren am 23. Juni 1948 in New Jersey; gestorben am 18. November 2020) war ein US-amerikanischer Autor, Verleger, Herausgeber und Thelemit.

## Verlagskarriere
Wasserman begann 1973 bei Weiser Books zu arbeiten, damals die weltweit größte Buchhandlung und Verlagsgesellschaft, die sich auf esoterische Literatur spezialisiert hat. Während seiner Arbeit bei Weiser traf er die Filmemacher und Okkultisten Harry Smith und Alejandro Jodorowsky. Wasserman arbeitete mit dem brasilianischen Okkultisten Marcelo Ramos Motta zusammen, um 1975 das Buch The Commentaries of AL  zu veröffentlichen, für die er die Einführung schrieb. Darüber hinaus betreute er die Weiser-Veröffentlichung von 1976 Liber Al vel Legis, der ersten Ausgabe, die das Autograph an dem Satztext anfügte. 1977 arrangierte Wasserman eine Refotografie von Frieda Harris’ Tarot Gemälden für die Verwendung in einer verbesserten zweiten Auflage des Thoth Tarot Decks. Wasserman verließ Weiser 1977, um Studio 31 zu gründen, wo er das Simon Necronomicon veröffentlichte, ein Buch, welches angeblich das mythologische Necronomicon war, das durch H. P. Lovecraft bekannt wurde. 1994 stellte Wasserman ein Team von Wissenschaftlern, Fotografen und Redakteuren zusammen, um eine vollfarbige Version des Ägyptischen Totenbuchs mit dem Papyrus of Ani zu veröffentlichen. Seine Ausgabe des Totenbuchs wurde von John Baines, Professor für Ägyptologie an der University of Oxford, als „wertvoll in Präsentation, Layout und Kommentar“ beschrieben.

## Ordo Templi Orientis
Wasserman war seit 1976 Mitglied des Ordo Templi Orientis und gründete 1979 eine der ältesten Logen, die Tahuti Lodge, in New York City. Er spielte eine Schlüsselrolle innerhalb des Ordens bei der Veröffentlichung der Werke von Aleister Crowley. Wasserman wird von Dan Burstein als „Mitbegründer des modernen Ordo Templi Orientis“ in seinem Leitfaden Secrets of Angels and Demons zu Dan Browns Roman Angels & Demons beschrieben.

## Grundlegende Philosophie
Wassermans zahlreiche Schriften weisen auf eine Philosophie hin, die auf individueller Freiheit und der Möglichkeit der direkten persönlichen Erfahrung Gottes im Inneren basiert. Diese modernere Konzeption des Gnostizismus verzichtet auf die unzähligen Variationen des Begriffes, wie sie längst bei zahlreichen Gruppen innerhalb der großen Religionen angewendet werden. Der moderne Gnostizismus setzt die Fähigkeit voraus, eine direkte Verbindung mit der höchsten Ebene der Göttlichkeit herzustellen. Wasserman entwickelt die Vorstellung weiter, dass die politische Freiheit der Menschheit die besten Bedingungen für spirituelles Wachstum bietet.

## Öffentliche Auftritte
Wasserman trat in mehreren Fernsehsendern auf, darunter The History Channel, Discovery Channel, National Geographic Channel und zahlreiche Radiosendungen, darunter National Public Radio, Coast to Coast AM und 21st Century Radio. 2009 diskutierte er sein Buch Secrets of Masonic Washington im National Press Club in Washington, D.C. 2012 wurde seine Performance von Liber Israfel auf The Discovery in einer Sendung mit dem Titel Secrets of Secret Societies ausgestrahlt.

## Werke

### Als Autor
- The Templars and the Assassins: The Militia of Heaven. Destiny Books, 2001. ISBN 978-0-89281-859-4.
- The Slaves Shall Serve: Meditations on Liberty. Sekmet Books. 2004. ISBN 978-0-9718870-1-5.
- The Mystery Traditions: Secret Symbols & Sacred Art (a revised and expanded edition of Art & Symbols of the Occult, 1993). Destiny Books, 2005. ISBN 978-1-59477-088-3.
- An Illustrated History of the Knights Templar. Destiny Books, 2006. ISBN 978-1-59477-117-0.
- The Secrets of Masonic Washington: A Guidebook to Signs, Symbols, and Ceremonies at the Origin of America’s Capital. Destiny Books, 2008. ISBN 978-1-59477-266-5.
- To Perfect This Feast: The Gnostic Mass. Sekmet Books, 2013. ISBN 978-0-9718870-3-9.
- The Temple of Solomon: From Ancient Israel to Secret Societies. Inner Traditions, 2011. ISBN 978-1-59477-220-7.
- In the Center of the Fire: A Memoir of the Occult 1966-1989. Ibis Press, 2012. ISBN 978-0-89254-201-7.
- The Book of Days: Perpetual Calendar. Intrinsic Books, 2014. ISBN 978-0-9718870-8-4.
- Templar Heresy: A Story of Gnostic Illumination. (with Keith W. Stump and Harvey Rochman) Destiny Books, 2017. ISBN 978-1-62055-658-0.
- Hasan-i-Sabah: Assassin Master. Ibis Press, Lake Worth, FL 2020. ISBN 978-0-89254-194-2.

### Als Herausgeber
- Aleister Crowley: Aleister Crowley and the Practice of the Magical Diary. Redwheel/Weiser 2006, ISBN 978-1-57863-372-2.
- Aleister Crowley: AHA! The Sevenfold Mystery of the Ineffable Love. New Falcon Publications 2014, ISBN 978-1-56184-533-0.
- Una Birch: Secret Societies: Illuminati, Freemasons, and the French Revolution. Nicolas Hays 2007, ISBN 978-0-89254-132-4.
- Israel Regardie: Healing Energy, Prayer, and Relaxation. New Falcon Publications 2009, ISBN 978-1-56184-183-7.
- Thomas Stanley: Pythagoras: His Life and Teaching. Ibis Press 2010, ISBN 978-0-89254-160-7.
- The Weiser Concise Guide Series. Fünf Bände, Redwheel/Weiser 2006–2009.

### Als Verleger
- The Egyptian Book of the Dead: Twentieth Anniversary, Chronicle Books, San Francisco 2014, ISBN 978-1-4521-4438-2.
- Simon: The Necronomicon. Ibis Press, Lake Worth, Florida 2008, ISBN 978-0-89254-146-1.
- Success Is Your Proof: One Hundred Years of O.T.O. Sekmet Books, New York 2015, ISBN 978-0-9863365-2-2.